# Jay Weatherill
Pour les articles homonymes, voir Weatherill.
Jay Wilson Weatherill, né le 3 avril 1964 à Adélaïde est un avocat et un homme politique australien, membre du Parti travailliste.
De 2002 à 2018, il représente le district électoral de Cheltenham à l'Assemblée d'Australie-Méridionale, dont il est  le Premier ministre de 2011 à 2018.

## Biographie

### Enfance et études
Jay est né dans la banlieue ouest d'Adélaïde. Il est le fils de l’ancien politicien sud-australien George Weatherill. Ses parents se sont rencontrés sur un bateau en direction de l’Australie en 1960. Sa mère, Joy, rentrait d'un voyage à vespa en Europe alors que son père, George, quittait le nord de l'Angleterre pour s'installer en Australie. George prit trois emplois pour économiser et acheter une maison de famille.
Weatherill étudia à la Henley High School puis à l'université d'Adélaïde, ou il fut diplômé en droit et économie. Durant ses études, il eut une relation avec l'actuelle ministre fédérale Penny Wong,.
Avec son ami avocat Stephen Lieschke, il constitua le groupe d'avocat Lieschke Weatherill en 1995 ou il travailla jusqu'à son élection au Parlement.

### Carrière politique
Avant son élection en 2002, il remporta les pré-sélections travaillistes dans le district électoral de Cheltenham, devant l'actuel député travailliste Murray De Laine. Weatherill, issu de la faction dite « Gauche travailliste », a occupé des fonctions dans les ministères du gouvernement travailliste depuis son élection en 2002. Depuis 2001, il est soutenu par l’Hôtel Alberton.

## Sources
- (en) Cet article est partiellement ou en totalité issu de l’article de Wikipédia en anglais intitulé « Jay Weatherill » (voir la liste des auteurs).

## Compléments